# Antoni Nadbrzeżny
Antoni Jan Nadbrzeżny – polski duchowny katolicki, kapłan archidiecezji lubelskiej, doktor habilitowany nauk teologicznych, nauczyciel akademicki Wydziału Teologii Katolickiego Uniwersytetu Lubelskiego Jana Pawła II.

## Życiorys
W 2002 na Wydziale Teologii KUL na podstawie napisanej pod kierunkiem Stanisława Celestyna Napiórkowskiego rozprawy pt. Od „Matki Odkupienia” do „Matki wszystkich wierzących”. Mariologia Edwarda Schillebeeckxa uzyskał stopień naukowy doktora nauk teologicznych, specjalność: teologia dogmatyczna. Tam też w 2014 na podstawie dorobku naukowego oraz rozprawy pt. Sakrament wyzwolenia. Zbawcze posłannictwo Kościoła w posoborowej teologii holenderskiej uzyskał stopień naukowy doktora habilitowanego nauk teologicznych w zakresie teologii dogmatycznej.